# Serhi Frolov
Serhiy Anatoliyovych Frolov (en ucraniano: Сергій Фролов) (Zaporiyia, Ucrania, 14 de abril de 1992) es un nadador ucraniano especialista en estilo libre y en pruebas de larga distancia. Ha sido olímpico en los Juegos Olímpicos de Tokio 2020, Río de Janeiro 2016 y Londres 2012.
Ha sido medallista europeo en diversos campeonatos europeos de natación en las pruebas de 800 y 1500 metros libre.

## Palmarés internacional
| Campeonato Europeo de Natación                  | Campeonato Europeo de Natación | Campeonato Europeo de Natación | Campeonato Europeo de Natación |
| Año                                             | Lugar                          | Medalla                        | Prueba                         |
| ----------------------------------------------- | ------------------------------ | ------------------------------ | ------------------------------ |
| 2012                                            | Debrecen ( Hungría)            | Medalla de bronce              | 800 m                          |
| Campeonato Europeo de Natación en Piscina Corta |                                |                                |                                |
| 2010                                            | Eindhoven ( Países Bajos)      | Medalla de plata               | 1500 m libre                   |
| 2011                                            | Szczecin ( Polonia)            | Medalla de bronce              | 1500 m libre                   |
| 2012                                            | Chartres ( Francia)            | Medalla de plata               | 1500 m libre                   |